# Little Things (песня ABBA)
«Little Things» — песня шведской группы ABBA, записанная для их девятого студийного альбома Voyage 2021 года. Песня была написана и спродюсирована Бенни Андерссоном и Бьерном Ульвеусом. 3 декабря 2021 года песня была выпущена четвёртым синглом в поддержку альбома.

## О песне
В декабре 2021 года было объявлено, что вся прибыль, полученная за песню в течение следующих пяти лет, будут переданы ЮНИСЕФ, учреждению Организации Объединённых Наций, ответственному за оказание гуманитарной помощи и помощи в целях развития детям во всём мире. В 1979 году группа аналогичным образом пожертвовала свои гонорары от сингла «Chiquitita» ЮНИСЕФ в знак признания того, что этот год был объявлен «Международным годом ребёнка».
Описанная как «нежное размышление о радости рождественского утра и семейном времяпрепровождении в это особенное время года», «Little Things» рассказывает о женщине, которая просыпается рождественским утром и размышляет о радости, которую праздник приносит ей и её семье, и обо всех «мелочах», которые делают Рождество особенным. В финале звучит детский хор Стокгольмской международной школы.

## Музыкальное видео
Лирик-видео на песню было опубликовано на официальном канале ABBA на YouTube 5 ноября 2021 года. Он был поставлен режиссёром Майком Андерсоном и спродюсирован Ником Барреттом из продюсерской компании Able.
3 декабря 2021 года официальное музыкальное видео на песню было опубликовано на YouTube-канале группы. В видео показаны школьники, собирающиеся вместе на Рождество и создающие свой собственный концерт, вдохновлённый ABBA. В видео представлена расширенная версия песни (дополнительные части до и после хора). Сами участники группы в видео не появляются. Режиссёром музыкального клипа стала Софи Мюллер.

## Чарты
| Чарт (2021)                       | Высшая позиция |
| --------------------------------- | -------------- |
| Великобритания (OCC UK Singles)   | 61             |
| Германия (GfK)                    | 42             |
| Новая Зеландия (RMNZ Hot Singles) | 37             |
| Швеция (Sverigetopplistan)        | 20             |

## История релиза
| Регион | Дата            | Формат                          | Лейбл       | Ист.   |
| ------ | --------------- | ------------------------------- | ----------- | ------ |
| Мир    | 3 декабря 2021  | Цифровая загрузка, стриминг, CD | Polar Music | [ 12 ] |
| Италия | 10 декабря 2021 | Радиоротация                    | Polar Music | [ 13 ] |